# بطاقة عيد الميلاد

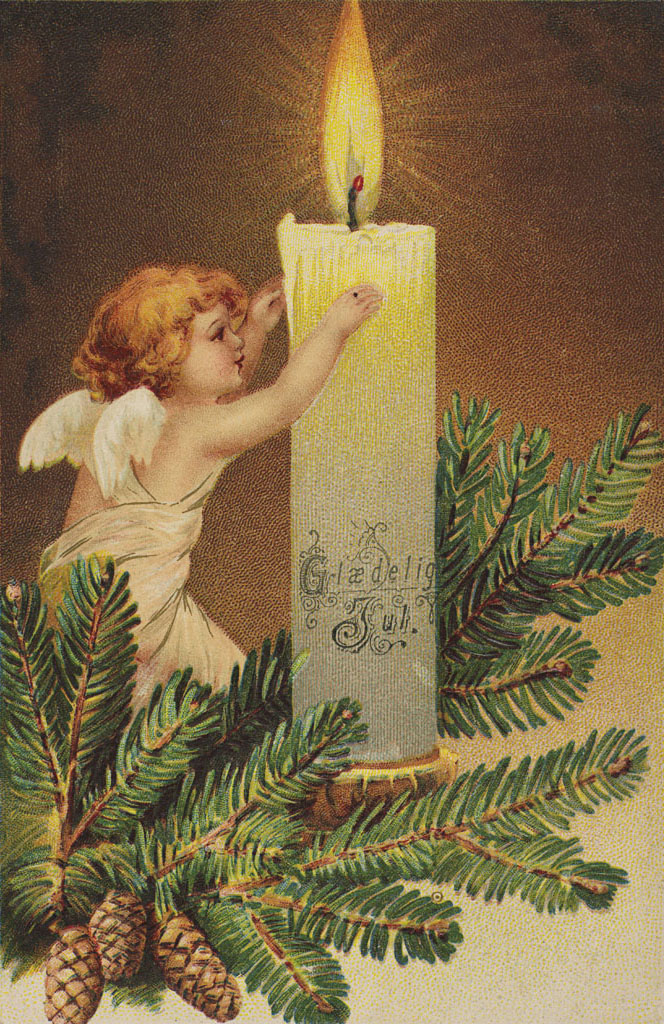
بطاقة عيد ميلاد نرويجية

بطاقة عيد الميلاد أو بطاقة التهنئة بعيد الميلاد هي بطاقة تهنئة ترسل جزءً من الاحتفال التقليدي بعيد الميلاد من أجل نقل مجموعة من المشاعر بين الناس المتعلقة بموسم عيد الميلاد وموسم العطلات. يغلب أن يجري تبادل بطاقات عيد الميلاد خلال الأسابيع التي تسبق يوم عيد الميلاد بين الأشخاص (بما في ذلك بعض غير المسيحيين) في المجتمع الغربي وفي آسيا. تقول التحية التقليدية «أتمنى لكم عيد ميلاد سعيد وسنة جديدة سعيدة». لهذه التحية اختلافات لا حصر لها، والعديد من البطاقات التي تعبر عن المزيد من المشاعر الدينية، أو تحتوي على قصيدة أو صلاة (دعاء) أو كلمات أغاني عيد الميلاد أو آية من الكتاب المقدس ؛ يركز البعض الآخر على موسم العطلات العام من خلال «تحيات الموسم» الشاملة كليًا.